# Michelle Hunzikerová
Michelle Yvonne Hunzikerová (* 24. ledna 1977 Sorengo, Ticino) je italská modelka, herečka a televizní moderátorka švýcarského původu.

## Životopis
Narodila se v italsky mluvící části Švýcarska, její otec byl švýcarský Němec a matka Nizozemka. Později žila v Bernu, Boloni a Miláně, od sedmnácti let působila jako modelka pro značky Giorgio Armani, La Perla a Intimo Roberto. Vystupovala v televizních show Paperissima, Cinderella a Zelig, spolu s Thomasem Gottschalkem uváděla udělování cen Goldene Kamera 1998 a zábavný pořad Wetten, dass..?. V letech 2002–2004 byla moderátorkou pěvecké soutěže Deutschland sucht den Superstar, v březnu 2007 uváděla spolu s Pippem Baudem tradiční Festival Sanremo. Hrála také v seriálu La forza dell'amore (1998), ve filmech Voglio stare sotto al letto (1999), Alex l'ariete (2000) a v komediální trilogii Neri Parentiho Natale in crociera (2007), Natale a Rio (2008) a Natale a Beverly Hills (2009). Nadabovala hrošici Glorii v italské verzi animovaného filmu Madagaskar. V roce 2006 vydala vlastní pěvecké album Lole. V roce 2012 získala cenu Schweizer Fernsehpreis.

### Osobní život
V letech 1998–2009 byl jejím manželem zpěvák Eros Ramazzotti, s nímž má dceru Auroru. V říjnu 2014 se provdala za podnikatele Tomasa Trussardiho, s nímž má dcery Sole a Celeste.
V roce 2017 Hunziker obvinila z rozvodu s Ramazottim kult. Řekla, že kult se ji snažil přesvědčit, že na ni má špatný vliv, a izolovat ji od její rodiny. Toto prohlášení vyvolalo pobouření v její vlasti, v Itálii.
V roce 2021 uvedla, že má vzdálené indonéské předky.